# Ryan (nome próprio)
Ryan é um nome próprio do Inglês de origem Irlandesa. É, tradicionalmente, um nome masculino que tem sido usado cada vez mais tanto para meninos quanto para meninas desde a década de 1970. Vem do sobrenome irlandês Ryan, que por sua vez vem do nome - da antiga língua irlandesa - Rían(em irlandês: Rián).  Fontes modernas populares geralmente sugerem que o nome significa "campeão" e "pequeno rei",   mas o significado original é desconhecido.  De acordo com John Ryan, professor de História Antiga e Medieval na University College de Dublin, na Irlanda, "Rian, como Niall, parece ser tão antigo que seu significado foi perdido antes de conseguirem fazer qualquer registro ou escrito sobre." 